# Parafia Najświętszej Maryi Panny Matki Kościoła w Jastrzębiu-Zdroju
Parafia pw. NMP Matki Kościoła w Jastrzębiu-Zdroju – rzymskokatolicka parafia położona w dekanacie jastrzębskim górnym. Została erygowana w 16 lipca 1979 roku.

## Historia tworzenia się parafii
Początki parafii Najświętszej Maryi Panny Matki Kościoła w Jastrzębiu Zdroju związane są z nieistniejącą już kapliczką świętego Jana Nepomucena. W latach 60. i 70. XX wieku, z powodu wzrastającej liczby mieszkańców Jastrzębia-Zdroju, istniejący w mieście kościół parafialny pw. św. Katarzyny okazał się za mały. Mógł on pomieścić w czasie wszystkich niedzielnych mszy jedynie 2 tys. osób. Z tego powodu konieczna była budowa nowego punktu sakralnego na terenie parafii lub podjęcie starań o utworzenie nowej parafii na terenie miasta. W związku ze stanowczym sprzeciwem władz, postanowiono odprawiać w niedziele msze św. w kapliczce św. Jana Nepomucena stojącej w pobliżu osiedli (gdzie dziś znajduje się Urząd Miasta). Sprawowanie tam mszy św. rozpoczęto 20 maja 1973 roku.
Masze święte pod kapliczkę zaczęły gromadzić coraz więcej ludzi, którzy zaczęli domagać się powstania nowego kościoła w centrum miasta. Jednak władze komunistyczne ignorowały problemy mieszkańców i nie odpowiadały także na pisma zarządcy parafii św. Katarzyny ks. Czesława Podleskiego. Delegacje robotników zaczęły udawać się do władz partyjnych i wojewódzkich. Te w końcu się ugięły 5 kwietnia 1974 roku, gdy w obecności bpa katowickiego Herberta Bednorza wojewoda katowicki wydał zgodę na budowę nowego kościoła.

## Budowa kościoła
6 lipca 1974 r. parafia uzyskała wszystkie potrzebne zezwolenia, niezbędne do rozpoczęcia budowy. Teren przeznaczony pod budowę nowego kościoła (o powierzchni 1 ha 21 a 72 m²) wszedł w posiadanie parafii św. Katarzyny w Jastrzębiu-Zdroju 30 października 1974 r. Budowę kościoła rozpoczęto 22 czerwca 1976 r. Kościół projektował inż. Mieczysław Król przy współpracy inż. Kazimierza Sołtykowskiego. Konstruktorem był inż. Franciszek Klimek. Projektantem wystroju wnętrza jest również inż. Mieczysław Król. Dolny kościół pod wezwaniem św. Jana Nepomucena poświęcony został 4 grudnia 1976 r., górny – NMP Matki Kościoła – 21 grudnia 1980 r. Poświęcenia dokonał biskup katowicki Herbert Bednorz. Budowę prowadzili kolejno ks. Eugeniusz Górnik, ks. Antoni Stych i ks. Bernard Czernecki. W pracę przy budowie „Kościoła na Górce”, jak został nazwany nowy kościół, było zaangażowanych wielu mieszkańców miasta, głównie górników, którzy przychodzili na budowę po zakończeniu pracy w kopalniach. Wspomniana kapliczka św. Jana Nepomucena została przeniesiona i postawiona na placu obok nowego kościoła.
16 lipca 1979 roku ks. biskup Herbert Bednorz erygował parafię pw. NMP Matki Kościoła w Jastrzębiu-Zdroju. Dekret wszedł w życie z dniem 1 sierpnia 1979 r. Nowa parafia w mieście powstała z części parafii pw. św. Katarzyny. Pierwszym jej proboszczem został 15 sierpnia tego samego roku ks. Bernard Czernecki – dotychczasowy proboszcz parafii pw. Katarzyny. W momencie powstania liczyła 46 tys. osób.

## Proboszczowie
- ks. Bernard Czernecki wikariusz-ekonom (1979–1980), proboszcz (1980–1994)
- ks. Marek Szkudło (1994–2012)
- ks. Edward Nalepa (od 2012)